# Bebeto
José Roberto Gama de Oliveira poznat kao "Bebeto" (Salvador, Brazil, 16. veljače 1964.) je umirovljeni brazilski nogometaš i sadašnji nogometni trener koji je kao igrač s Brazilom 1994. osvojio naslov svjetskog prvaka na SP-u u SAD-u.

## Karijera

### Klupska karijera
Bebeto je karijeru započeo 1983. godine u Vitóriji. Najviše utakmica odigrao je za Deportivo La Coruñu ukupno 131 te je postigao 86 pogodaka. Ukupno je igrao u 14 klubova. Profesionalnu karijeru završio je 2002. godine u Al-Ittihadu.

### Reprezentativna karijera
Bebeto je članom reprezentacije Brazila postao 1985. godine, te je tri puta sudjelovao na Svjetskim prvenstvima, a 1994. osvojio je naslov svjetskog prvaka na prvenstvu u SAD-u. Za reprezentaciju je igrao 13 godina te je odigrao 75 utakmica i postigao 39 pogodaka.

## Vanjske poveznice
- Međunarodni nastupi